# Endommagement
Cet article concerne l'acception physique des dommages. Pour le sens juridique, voir dommage.
 (signalé en mai 2025).
Si vous disposez d'ouvrages ou d'articles de référence ou si vous connaissez des sites web de qualité traitant du thème abordé ici, merci de compléter l'article en donnant les références utiles à sa vérifiabilité et en les liant à la section « Notes et références ».
- Archive Wikiwix
- Bing
- Cairn
- DuckDuckGo
- E. Universalis
- Gallica
- Google
- G. Books
- G. News
- G. Scholar
- Persée
- Qwant
- (zh) Baidu
- (ru) Yandex
- (wd) trouver des œuvres sur Wikidata

 (novembre 2013).
Sa qualité peut être largement améliorée en utilisant un vocabulaire plus directement compréhensible.
L'endommagement est l'apparition dans un matériau de dommages causés par l'usure ou une attaque physique ou chimique. Il conduit à une dégradation de ses capacités physiques pouvant conduire à la rupture.
Cette notion faisait partie, en 1842, du premier cours de résistance des matériaux enseigné à l'université de Göttingen, en Allemagne par August Wöhler.

## Mesure de l'endommagement des matériaux

### Définition d'un dommage associé à une défaillance
A mesure que les événements physiques se succèdent, la capacité d’un système physique à les supporter diminue et le dommage subi augmente.
Le dommage, ou le niveau d’endommagement, est un nombre qui caractérise le degré d’avancement de la dégradation qui précède une défaillance. Historiquement cette notion a été introduite lors de l’étude de la fatigue des matériaux. Les défaillances sont dans ce cas des ruptures (traction, torsion, flexion, etc.).
Une défaillance est un dysfonctionnement dont l’origine et la nature sont bien déterminés, comme la rupture d’une pièce ou l'usure d’une région particulière d’une surface. Une même pièce peut avoir plusieurs défaillances. Pour un système complexe, les défaillances sont celles de chacune de ses pièces ainsi que celles associées à l’assemblage des diverses parties. Nous verrons plus loin qu’on peut aussi définir le dommage causé par un événement : c’est la contribution de cet événement au dommage de la défaillance considérée. Les principes de Miner qui seront exposés permettent de mesurer et d’additionner les dommages.
Un système complexe a en général de nombreuses défaillances envisageables. L’endommagement d’un système doit donc être caractérisé par plusieurs dommages, plusieurs nombres, un pour chaque défaillance considérée.

### Dommage et propriétés physiques
Un niveau d’endommagement peut être relié directement à des propriétés physiques parce que l’endommagement est caractérisé par des modifications en principe observables :
- Les micro-déformations, l’augmentation de la densité des dislocations, la dégradation des surfaces, les microfissures, les microcavités, la corrosion, le vieillissement par relaxation, etc. tous ces phénomènes sont observables, mais parfois ils sont difficiles à mettre en évidence, et ils ne permettent pas toujours de définir aisément un dommage ;
- Dans certains cas, il est facile de mesurer une grandeur caractéristique de l’endommagement : l’usure d’une surface est mesurée par l’épaisseur de matériau disparu, etc. ;
- Pour certains matériaux, certaines grandeurs physiques mesurables (tension de rupture, conductivités thermique, électrique, etc.) peuvent varier en fonction de l’endommagement subi.

### Dégradations irréversibles ou mécanismes autoréparateurs?
Pour les systèmes construits par l’homme, on suppose en général que les dommages sont irréversibles. À de rares exceptions près, ces systèmes ne sont pas conçus pour réparer spontanément les dégradations subies. Les effets des événements endommageant s’ajoutent les uns aux autres, mais jamais le système ne revient en arrière, ne retrouve l’état intact qu’il avait au début de sa mise en service, sauf bien sûr en cas d’intervention humaine. La méthode contrainte-résistance suppose toujours que l’on doit cumuler les dommages, c’est pourquoi elle n’est pas adaptée à l’étude des êtres vivants, qui eux sont très généralement dotés de mécanismes autoréparateurs.

### Le cumul des dommages: les principes de Miner
Les essais de fatigue en laboratoire consistent généralement à répéter une même sollicitation un grand nombre de fois. Dans ce cas, il est facile de définir un dommage : c’est le nombre de répétitions de l’événement endommageant depuis le début de l’essai.
Dans le cas général, il y a plusieurs événements endommageants, qui diffèrent les uns des autres par la grandeur des contraintes subies et par d’autres paramètres. Miner a proposé deux principes qui permettent de cumuler les dommages.
- Le dommage causé par une occurrence d’un événement est mesuré par l’inverse 1/N du nombre N de fois qu’il faut répéter cet événement pour mener la pièce de l’état neuf jusqu’à la défaillance.
- Le dommage causé par une succession d’événements est la somme des dommages causés par chacun d’eux.

Remarquons que ces deux principes sont cohérents. Si l’on suppose qu’un même événement cause toujours le même dommage et si l’on impose comme unité de dommage le dommage qui conduit le système jusqu’à la défaillance alors le premier principe est une conséquence du second.
Si {\displaystyle 1/N_{A}} est le dommage de l’événement A et si {\displaystyle n_{A}} est le nombre d’occurrences de cet événement au cours d’un essai ou d’une utilisation du système alors le dommage total D causé par tous les événements A, relativement à une défaillance, est défini par l'équation de Miner :
{\displaystyle D=n_{A}/N_{A}}
Avec cette définition, le dommage cumulé est égal à 1 au moment où la pièce se rompt. Il faut nuancer cette affirmation : des pièces apparemment identiques soumises aux mêmes sollicitations se rompent en général au bout de nombres de cycles différents. La dispersion des durées de vie peut être très importante. On trouve par expérience que les durées de vie peuvent varier d’un facteur 5 ou 10 pour des pièces issues d’un même lot de production. Il faut donc préciser davantage la formulation de la règle de Miner : s’il faut en moyenne {\displaystyle N_{A}} répétitions de l’événement A pour qu’une défaillance survienne alors le dommage causé par une occurrence de A est mesuré par {\displaystyle 1/N_{A}}.
Les principes de Miner permettent :
- de définir le dommage causé par un événement et affirment que pour cumuler les dommages, il suffit de les additionner. Ils imposent en outre le choix de l’unité de dommage. Remarquons qu’il est toujours possible de changer d’unité. Par exemple, lorsqu’il y a un seul événement endommageant, il est naturel de choisir comme unité de dommage le dommage causé par une occurrence de cet événement.
- d’établir l’égalité des endommagements produits par des événements de natures différentes. En particulier, ils permettent de préciser quand un petit nombre d’événements de grande amplitude produit un endommagement égal à un grand nombre d’événements de faible amplitude. Cela revêt une grande importance lorsqu’il faut définir un essai aussi court que possible.

Toutefois, la validité des principes de Miner est discutable car ils ne tiennent pas compte de la chronologie des événements. Cela peut conduire à des erreurs d’évaluation du dommage : il se peut qu’un événement ordinairement peu endommageant soit très endommageant s’il est précédé par certains événements particuliers.
En outre, un même événement endommageant peut solliciter plusieurs défaillances. Lorsque les divers modes ne sont pas indépendants les uns des autres, c’est-à-dire lorsque la dégradation d’une partie accélère ou ralentit la dégradation des autres parties, l’application des principes de Miner conduit à des erreurs d’évaluation. Cependant cet effet a peu d’incidence dans de nombreux cas : pour un mode de dégradation par fissuration, la majeure partie de l’endommagement (90 voire 99 %) se traduit par le développement d’une microfissure. Comme cette dégradation est de taille réduite elle modifie peu la capacité de la pièce à remplir sa fonction et n’a donc que peu d’incidence sur les autres modes de dégradation.
Lorsque les missions sont prévisibles, il est possible d’étudier le risque d’une défaillance à chaque instant de la mission sans recourir aux principes de Miner : il suffit d’étudier les effets de tous les événements dans l’ordre dans lequel ils surviennent. Lorsque les missions ne sont pas prévisibles,c'est-à-dire s'il n’est pas possible d’établir la chronologie des événements rencontrés par le système, l’étude des risques de défaillance doit passer par un calcul du cumul des dommages semblable à celui défini par Miner. L’étude ainsi conduite n’a qu’une valeur approximative. En principe, elle devrait être complétée par un examen des effets particuliers qui dépendent de la chronologie des événements.

### Les lois d'endommagement: courbes de Wöhler
Soit une famille d’événements E(x) qui dépendent d’un paramètre x. Pour déterminer le dommage causé par un événement E(x), il faut déterminer le nombre N(x) de répétitions de cet événement qui conduisent à une défaillance. La courbe définie par N(x) pour toutes les valeurs de x est une courbe de Wöhler. La loi qui permet de déterminer N(x) en fonction de x est une loi d’endommagement.
Par exemple, un événement E(x) est une traction transitoire de forme sinusoïdale et x est le maximum de la contrainte appliquée (contrainte est ici pris au sens d’une force par unité de surface).
Traditionnellement, une courbe de Wöhler est représentée sur un graphe dont l’axe des ordonnées est l’axe des x et l’axe des abscisses est l’axe des N(x). Celui-ci est en général un axe logarithmique.
Pour la plupart des métaux et pour d’autres matériaux, une partie substantielle de la courbe de Wöhler est proche d’un segment de droite, lorsque l’axe des N(x) est logarithmique. La pente de cette droite est un indicateur de la sensibilité de l’endommagement vis-à-vis du paramètre x.
La relation de Basquin, {\displaystyle N(x)=C/x^{b}} , où C et b sont des constantes, est une loi d’endommagement d’un usage très général. Pour les métaux et particulièrement les aciers, elle rend bien compte des résultats expérimentaux lorsque x est la valeur crête (maximale) de la contrainte appliquée et lorsque N(x) est compris entre quelques dizaines de milliers et quelques millions. b est très souvent compris entre 7 et 10.
Pour déterminer un point de la courbe de Wöhler, il faut en général faire plusieurs essais : des pièces identiques soumises au même événement endommageant E(x) ont des durées de vie N(x) différentes. La dispersion des durées de vie peut être assez large. La détermination d’un point de la courbe de Wöhler consiste à évaluer la moyenne de ces durées de vie. Comme cela peut demander beaucoup d’essais, il faut souvent se contenter de mesurer quelques points. Si l’on sait d’avance que la courbe de Wöhler est une droite, dans la région à laquelle on s’intéresse, il suffit de mesurer deux points.
Lorsqu’un événement endommageant E(x,y…) dépend de plusieurs paramètres x,y… une loi d’endommagement consiste à déterminer N(x,y…) en fonction de ces paramètres. Elle peut être représentée par une nappe de Wöhler. Par exemple, un événement E(x,y) est une traction transitoire de forme sinusoïdale, x est le maximum de la contrainte appliquée, y est la moyenne de la contrainte appliquée.
Pour cumuler avec les principes de Miner les dommages de divers événements i qui dépendent de paramètres, il faut connaître les coefficients d’endommagement {\displaystyle 1/N_{i}} de ces événements, il faut donc connaître les lois d’endommagement.
Par ailleurs, la durée de vie peut dépendre de l'amplitude des grandeurs physiques d'une façon très sensible. Supposons que la relation de Basquin rende bien compte des résultats expérimentaux avec b=8 et calculons l’effet d’une augmentation de 20 % de l’amplitude des forces appliquées. On trouve que la durée de vie moyenne est divisée par {\displaystyle (1,2)^{8}=4} à peu près.

## Chronologie abrégée de la découverte de la fatigue des matériaux
La mesure des dommages par les physiciens a d’abord été développée à partir de l’étude de la fatigue des matériaux. Les propriétés des aciers étaient bien caractérisées. On savait mesurer en particulier la contrainte de rupture et le seuil d’élasticité.
Un corps subit une déformation élastique lorsqu’il revient à sa forme initiale après avoir été déformé. Il « oublie » la déformation. Le seuil d’élasticité est la contrainte (ici c’est une force par unité de surface) à partir de laquelle la déformation cesse d’être élastique. La dimension des pièces d’acier était choisie de telle façon que les contraintes de service ne dépassent jamais (d’assez loin, par sécurité) le seuil d’élasticité.
Or des accidents de chemin de fer ont montré que des essieux pouvaient casser alors même que le seuil d’élasticité n’avait jamais été approché. C’est très paradoxal. Les déformations étant élastiques, les barres d’acier devraient toujours revenir à leur état initial et donc ne jamais vieillir. La corrosion n’était pas en cause. Il s’agissait d’un mode de dégradation inconnu jusqu’alors et paradoxal parce qu’il suggérait qu’un grand nombre de fois zéro pourrait avoir des effets catastrophiques.
La plasticité, définie au-delà de la limite d'élasticité, ne peut survenir pour un chargement hydrostatique (chargement par immersion dans un fluide sous pression par exemple). C'est la raison de la formulation du critère de plasticité de Von Mises, critère basé sur le second invariant du déviateur de contrainte. En revanche, un chargement hydrostatique permanent combiné à un chargement alterné peut endommager un matériau par fatigue: les critères de fatigue font donc intervenir la trace du tenseur de contrainte moyen.
C'est la raison du paradoxe évoqué ci-dessus, la fatigue et la plasticité donnent des endommagements de nature différente.